# أمة روسية عمومية

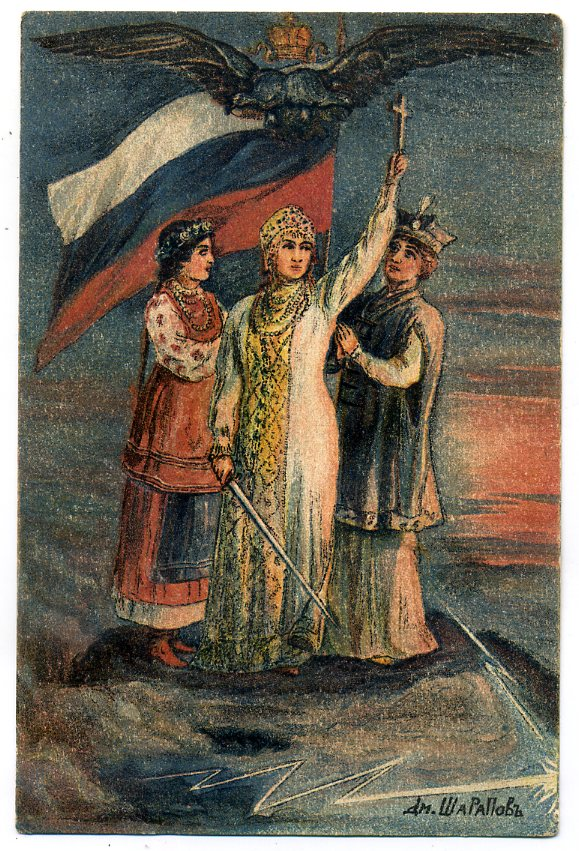
رمزية "الأمة الروسية الثلاثية" في ملصق من الإمبراطورية الروسية (1905)

الأمة الروسية العمومية، المعروفة أيضًا باسم الأمة الروسية الشاملة أو الأمة الروسية الثلاثية، هي أيديولوجيا إمبراطورية روسية وووحدوية روسية، ترى أن الأمة الروسية تضم ثلاث دول فرعية، الروس العظماء والروس الصغار والروس البيض، والتي تشمل السلاف الشرقيين الحديثين (أي الروس والروسينيون والأوكرانيون والبيلاروسيون)، بدلًا من روسيا الحديثة والروس الأصليون فقط.
أصبحت عقيدة بناء الأمة الإمبراطورية شائعة في روسيا القيصرية والإمبراطورية الروسية وأصبحت فيما بعد الأيديولوجيا الرسمية للدولة. اعتنق العديد من الرعايا الإمبراطوريين (بما في ذلك اليهود والألمان) القومية الثلاثية «روسيا العمومية» وكانت بمثابة أساس للإمبراطورية.

## تاريخ

### خلفية
أدى تفكك نظام حكم كييف روس في القرن الحادي عشر إلى تحولات سكانية كبيرة وإعادة تجميع سياسي واجتماعي واقتصادي. أدى التأثير الناتج عن اندماج هذه القوى إلى الظهور الملحوظ لشعوب جديدة. رغم أن هذه العمليات بدأت قبل وقت طويل من سقوط كييف، سرّع سقوطها من تحول هذه التطورات التدريجية إلى تمايز لغوي وعرقي كبير بين شعب الروس وانقسامه إلى الأوكرانيين والبيلاروسيين والروسيين. أكد على ذلك نشوء الأنظمة السياسية اللاحقة التي هاجرت إليها هذه المجموعات: خضعت مناطق جنوب غرب وغرب روس، حيث تطورت الهويات الريطونية ثم الأوكرانية والبيلاروسية، للتأثير الليتواني والبولندي فيما بعد؛ بينما بقي العرق الروسي (العظيم) الذي تطور في إمارة فلاديمير سوزدال ونوفغورود في شمال روسيا، وهي منطقة تسكنها أيضًا قبائل أورالية/ناطقة بالفينية البلطيقية وقبائل سلافية وتتار/أتراكية، معزولًا عن أقاربه من الريطونيين.

### القرن الثامن عشر
بعد فترة وجيزة من صعود كاترين الثانية إلى العرش، أصدرت بيانًا في مايو عام 1763، معلنةً خضوع دولة هتمانات القوزاق لـ«لحقوق روسيا الصغرى». دفع هذا الأمر إلى عقد المستشارية العسكرية العامة لهتمانات في هلوخيف في سبتمبر التالي من قبل الهتماني، كيريلو روزوموفسكي، إذ وافق المجلس على السرد الإمبراطوري (الروسي العمومي) من خلال المطالبة بالاعتراف بمرسوم بيتر الأول لعام 1708 الذي نص على أنه «لم يحظ أحد بمثل امتيازات الأمة الروسية الصغرى»، وأشار إلى انحدارهم من «الأمة الروسية الصغيرة» وولائهم لها (شملوا الجميع في صفوفها باستثناء الفلاحين). رغم الاعتراف بهذه الوحدة الواضحة، حاولت مطالب مجلس هلوخيف إنشاء «نظام سياسي واجتماعي واقتصادي مميز في هتمانات»، وتحقيق رؤية النخب الأوكرانية لروسيا الصغرى والعظيمة كدول منفصلة يوحدها رئيس دولة معروف.
اكتسب مفهوم «الأمة الروسية العمومية» أهمية سياسية قرب نهاية القرن الثامن عشر كوسيلة لإضفاء الشرعية على مطالبات الإمبراطورية الروسية بالأراضي الشرقية لتقسيم الكومنولث البولندي الليتواني. أكد مفهوم «الروسية» العرقي على الاختلافات بين سكان السلاف الشرقيين وغيرهم. امتد هذا المفهوم ليشمل الاتحاد ضمن «الأم روسيا» وامتلاك «دم واحد». تميزت الثقافة الروسية في هذه الفترة أيضًا بتبني العديد من الأفكار الغربية، ما جعلها جذابة للآخرين باعتبارها تقدمية وليست متخلفة. كان المراقبون الغربيون ينظرون إلى العادات والقيم التقليدية في روسيا على أنها متخلفة في القرنين الثامن عشر والتاسع عشر.

### القرن التاسع عشر
رغم أن نيكولاي كرامزين كان يعتقد أن سكان روسيا العظمى والبيضاء والصغرى يشكلون شعبًا روسيًا واحدًا، بحلول أوائل القرن التاسع عشر، أدى البحث اللغوي والإثنوغرافي، بالإضافة إلى نشر التوصيفات المعاصرة وحسابات السفر، إلى إجبار العديد من العلماء على الاعتقاد بأنه هناك بالفعل اختلافات كبيرة بين العناصر المختلفة لما يسمى بالشعب الروسي الواحد، ولا سيما بين الروس العظماء والروس الصغار، أو الأوكرانيين. إن تأكيد مثل هذه الاختلافات لن يقوض فكرة وجود شعب روسي واحد فحسب، بل قد يهدد أيضًا الصلة بين كييف في العصور الوسطى وموسكو، وبذلك يجعل الإطار الذي بُني عليه المفهوم الإمبراطوري الروسي التاريخي غير مستقر.

### القرن العشرين
بحلول أوائل القرن العشرين بعد ثورة فبراير، كانت المواقف الروسية تجاه انفصال الهوية الأوكرانية سلبية. من وجهة نظرهم، عاش الأوكرانيون في روسيا الصغرى، والتي كانت بالنسبة لهم «جزءًا لا يتجزأ من الوطن الروسي». لخص المتخصص في كييف روس المعروف في القرن العشرين، ديمتري ليخاتشوف، هذا الموقف بشكل أفضل: «على مدار القرون التي أعقبت تقسيمهما إلى كيانين، لم تشكل روسيا وأوكرانيا وحدة سياسية فحسب، بل أيضًا وحدة ثنائية ثقافية. لا معنى للثقافة الروسية دون الأوكرانية، كذلك الأوكرانية دون الروسية». بعد الثورة، نظر أغلب الروس (بالإضافة إلى السلطات) إلى الهوية الأوكرانية على أنها اختراع سطحي من قبل الغرب، أي الإمبراطورية النمساوية المجرية وألمانيا، مع عدم وجود دعم من السكان «الروس» المحليين باستثناء «قلة من المثقفين المضللين». على النقيض من وجهة نظر القرن الثامن عشر التي عرّفت الروس الصغار على أنهم أعضاء من طبقة النبلاء، ينظر أتباع الأمة الروسية الثلاثية الآن إلى الفلاحين ليس كأوكرانيين، وإنما كروس صغار. مع ذلك، لم يُستخدم هذا المصطلح بين الفلاحين الأوكرانيين، وأدى إلى زيادة تقييد اللغة الأوكرانية («اللغة العامية في روسيا»)، والكنيسة الكاثوليكية اليونانية، وأثار تصاعد المشاعر المعادية لروسيا بين الأوكرانيين.

### الأوقات الحالية
بعد تفكك الاتحاد السوفيتي وما تلاه من استقلال لروسيا وأوكرانيا وبيلاروس، فقد مفهوم الشعب الروسي أو السوفيتي العمومي أهميته الأيديولوجية. بدلًا من ذلك، شهدت المفاهيم التي تنكر الثالوثية أو القرابة بين هذه الدول تطورًا سريعًا، يلبي احتياجات بناء الأمة. مع ذلك، استمر القوميون الروس ما بعد الاتحاد السوفيتي في الحديث عن «الأمة الروسية الثلاثية» واستمر مفهوم الشعب الروسي الثلاثي بأشكال مختلفة في المجالات السياسية والترويجية لروسيا، وأوكرانيا، وبيلاروس. بالإضافة إلى ذلك، يُنظر إلى مفهوم الثالوث باعتباره فئة من القرن الماضي تحتاج إلى التجديد من خلال البحث عن هويات ودوافع موحدة جديدة.